# Agonum gracilipes
Agonum gracilipes — вид турунів з підродини з великого роду Agonum. Належить до підроду Punctagonum.

## Опис
Жук довжиною від 7 до 8,5 мм. Тіло бронзове, низ чорно-бронзовий, гомілки і лапки бурі. Третій проміжок надкрил з чотирма-п'ятьма, рідко шістьма порами. Вузький, передньоспинка ледь ширше своєї довжини.

## Екологія
Мешкає в різноманітних біотопах: як у лісових так і в сухих луках. На відміну від багатьох інших видів роду здатен мешкати в сухих умовах.

## Ареал
Поширений у Європі від Британських островів і Франціїдо Сибіру та Далекого Сходу Росії й Китаю. У Росії практично по всьому лісовому та лісостеповому поясі В Україні населяє як лісову й лісостепову смугу, так і південні регіони, трапляється повсюдно, зокрема в агроценозах.